# Magnézium-foszfát
A magnézium-foszfát a foszforsav magnéziummal alkotott sója. 
Élelmiszeripari alkalmazásakor E 343 néven használják, mely mind a három magnézium-foszfátot tartalmazza (monomagnézium-foszfát, dimagnézium-foszfát, trimagnézium-foszfát). Sok élelmiszerben megtalálható. Ismert mellékhatása nincs, de a napi maximum beviteli mennyisége 70 mg/testsúlykgban van korlátozva, mert a magnézium-foszfátot alkotó foszforsav erős kalcium-megkötő képessége miatt a szervezetből kalciumot von el.

## Magnézium-foszfátok
- monomagnézium-foszfát (más néven magnézium-dihidrogén-foszfát) Képlete: Mg(H2PO4)2
- dimagnézium-foszfát (más néven dimagnézium-monohidrogén-foszfát) Képlete: MgHPO4
- trimagnézium-foszfát  Képlete: Mg3(PO4)2